# Jon Lord
Jonathan Douglas "Jon" Lord, född 9 juni 1941 i Leicester i Leicestershire, död 16 juli 2012 i London, var en brittisk musiker, känd bland annat från rockgruppen Deep Purple. Jon Lord var känd för sitt originella orgelspel, och hans hårda riffande på hammondorgeln var hans främsta kännetecken. Han var medkompositör till gruppens hit Smoke on the Water.

## Biografi
Under sin tidiga karriär var Lord aktiv i band som The Artwoods (1963–1967) och The Flower Pot Men (1967). Hans karriär tog fart när han blev medlem i rockbandet Deep Purple, i vilket han var organist och keyboardist från bildandet 1968 till dess att bandet splittrades 1976.
Därefter gav han ut några skivor som soloartist och med trion Paice, Ashton and Lord, utöver Lord bestående av Deep Purple-trummisen Ian Paice och Tony Ashton. År 1978 gick han med i David Coverdales grupp Whitesnake, med vilka han gav ut sju album. Under tiden fortsatte han också att spela in som soloartist. När Deep Purple återförenades 1984 övergav han Whitesnake för att återförenas med dem.
Bortsett från de mer kända banden Jon Lord spelat med så har han även skrivit klassisk musik, varav Gemini Suite samt Concerto for Group and Orchestra är nämnvärda. Den sistnämnda framfördes med Deep Purple och symfoniorkester redan 1969 samt återigen 1999 vid 30-årsjubileet.
År 2001 genomförde han sin sista Englandsturné med Deep Purple för att sedan "pensionera" sig från hårdrocken och istället ägna sig åt att komponera klassisk musik och sin familj. Han har efter dess gett ut flera kritikerrosade soloskivor med företrädesvis klassisk musik.
Under 2000-talet gästade Lord Sverige och Robert Wells Rhapsody in Rock.
Jon Lord dog den 16 juli 2012 på grund av cancer i bukspottkörteln.

## Musikstycken
Urval
- Concerto for Group and Orchestra
- Gemini Suite
- The Telemann Experiment
- Windows
- Sarabande
- Continuo on B-A-C-H
- Boom of the Tingling Strings
- Gigue
- De profundis
- Music for Miriam
- To Notice Such Things

## Diskografi

### Solo
- 1972 – Gemini Suite
- 1974 – Windows
- 1976 – Sarabande
- 1982 – Before I Forget
- 1984 – Country Diary of an Edwardian Lady (soundtrack till brittisk TV-serie)
- 1998 – Pictured Within
- 2004 – Beyond the Notes
- 2008 – Durham Concerto
- 2008 – Boom of the Tingling Strings & Disguises
- 2010 – To Notice Such Things

### Med Deep Purple: studioalbum
- 1968 – Shades of Deep Purple
- 1969 – The Book of Taliesyn
- 1969 – Deep Purple
- 1970 – Deep Purple in Rock
- 1971 – Fireball
- 1972 – Machine Head
- 1973 – Who Do We Think We Are
- 1974 – Burn
- 1974 – Stormbringer
- 1975 – Come Taste the Band
- 1984 – Perfect Strangers
- 1987 – The House of Blue Light
- 1989 – Slaves and Masters
- 1993 – The Battle Rages On
- 1996 – Purpendicular
- 1998 – Abandon

### Med Deep Purple: livealbum
- 1968 – Inglewood - Live in California, utgiven 2002
- 1969 – Concerto for Group and Orchestra
- 1969 – Kneel & Pray, utgiven 2004, samma som Live in Montreux 69, utgiven 2006
- 1970 – Space Vol 1 & 2, utgiven 2001, samma som Live in Aachen, utgiven 2005
- 1970 – Gemini Suite Live, utgiven 1993
- 1970 – Scandinavian Nights, utgiven 1998, remastrad 2005 som Live in Stockholm
- 1970 - 72 – Deep Purple in Concert
- 1972 – Live Denmark 1972 DVD
- 1972 – Made in Japan
- 1972 – Live In Japan 3-CD, utgiven 1993
- 1974 – California Jamming, utgiven 1996
- 1974 – Perks and Tit, utgiven 2004
- 1974 – Deep Purple In Concert Gaumont State Theatre Kilburn May 22, utgiven 2007
- 1974 – Live in London, utgiven 1982
- 1975 – Made in Europe, utgiven 1976
- 1975 – Mk III: The Final Concerts, utgiven 1996
- 1975 – Live in Paris 1975, utgiven 2001
- 1975 – Last Concert in Japan, utgiven 1977
- 1975 – This Time Around: Live in Tokyo, utgiven 2001
- 1976 – On the Wings of a Russian Foxbat, utgiven 1995
- 1976 – Deep Purple: Extended Versions, utgiven 2000
- 1985 – In the Absence of Pink: Knebworth 85, utgiven 1991
- 1987 – Nobody's Perfect, utgiven 1988
- 1993 – Come Hell or High Water, utgiven 1994
- 1993 – Live in Europe, 1993, utgiven 2006, samma som Live in Stuttgart 1993 + Live at the NEC 1993, utgivna 2007
- 1996 – Live at the Olympia '96, utgiven 1997
- 1996 – Live at Montreux, utgiven 2006
- 1999 – Total Abandon: Australia '99
- 1999 – In Concert with the London Symphony Orchestra, utgiven 2000
- 2000 – Live at the Rotterdam Ahoy, utgiven 2001
- 2001 – The Soundboard Series 12-CD-box

### Med Tony Ashton
- 1974 – First Of The Big Bands
- 1974 – BBC Live In Concert

### Med Paice Ashton Lord
- 1976 –  Malice in Wonderland. Återutgiven 2001 med material ifrån en ej utkommen andra LP.
- 1977 – BBC Radio 1 in Concert
- 1977 – Lifespan -  the story behind Paice Ashton Lord

### Med The Hoochie Coochie Men
- 2003 – Live At The Basement 2-CD
- 2003 – Live At The Basement DVD
- 2007 – Danger White Men Dancing
- 2009 – Danger White Men Dancing + Live At The Basement CD + DVD

### Med Whitesnake
- 1978 – Trouble
- 1979 – Lovehunter
- 1980 – Ready An' Willing
- 1981 – Come An' Get It
- 1982 – Saints & Sinners
- 1984 – Slide It In